# Hiszpańskie monety euro
Rewersy hiszpańskich monet euro
- 1 i 2 euro przedstawiają obecnie panującego króla, Filipa VI Burbona.
- 10, 20 i 50 centów przedstawiają Miguela de Cervantesa, autora Don Kichota, najbardziej znanego dzieła literatury hiszpańskiej
- 1, 2 i 5 centów przedstawiają katedrę w Santiago de Compostela.